# バート・ローダッハ
バート・ローダッハ (ドイツ語: Bad Rodach) は、ドイツ連邦共和国オーバーフランケン行政管区コーブルク郡に属する都市。バイエルン北部で最も暖かい温泉井をもち、1999年以降は薬湯の都市 (Stadt als Heilbad)となっている。

## 地理
バート・ローダッハは、テューリンゲン州との州境からほど近い、北部バイエルン、コーブルク郡に位置する。コーブルクから約16km北西、東のランゲ山地、西のグライヒ山地に挟まれ、ローダッハ川が流れる畔にこの町はある。

### 自治体の構成
本市は、公式には19の地区 (Ort) からなる。このうち小集落や孤立農場などを除く集落を以下に列記する。
| - ブライテナウ - エルザ - ガウアーシュタット - グラットシュタット - ヘルトリット - レムパーツハウゼン | - メーレンハウゼン - エッティングスハウゼン - バート・ローダッハ - ロスフェルト - ルーデルスドルフ - ジュルツフェルト |

## 歴史
中世初期に「ラダハ」とも「ロタハ」とも呼ばれたこの町の起源は、8世紀後半にまでさかのぼる。最も古い文書記録は、899年のものである。1300年頃にはマルクト広場の周りに都市型の集落が形成され、1362年に「市」の権利を獲得した。さらに1386年には市壁が築かれ、1425年になると裁判権を獲得した。宗教改革の時代には、ローダッハにも福音派の宗教信条が持ち込まれた。1531年からローダッハに地方要塞が築かれた。この建築に用いられた石材には、1550年に破壊されたゲオルゲンベルク修道院のものが用いられた。
三十年戦争では、1632年に市は破壊され、わずかな家を残して焼き尽くされた。1634年にはさらに皇帝軍の略奪に遭い、1635年には飢饉に襲われた。この飢饉では808人が亡くなった。その後、町は再興され、19世紀になると初めての工業工場も設立された。1825年には西の市壁が破壊され、その石材はまずマルクト広場に面した焼失建造物を新築するのに用いられた。1857年になると残りの市壁やコーブルク門、門塔も破壊された。
1892年7月1日に、この町は鉄道でコーブルクと結ばれた。1911年には発電所が稼働した。1920年、ローダッハを含むコーブルク・アン・バイエルン州が設立された。この統合契約では、ローダッハは郡自由都市の地位を与えられていた。1940年4月1日、この町はコーブルク郡に編入された。1945年4月10日、砲撃の末、アメリカ軍がローダッハを占領した。これ以後、ローダッハはアメリカの管理地域に属した。ローダッハとすぐ隣のテューリンゲンとを分けて、40年間、ドイツ内に国境が置かれていた。

### 温泉の発展
1972年3月1日、深さ652mから、バイエルン北部で最も暖かい温泉（34℃）が湧出すると、温泉町としての発展が始まった。温泉を活用するために、1973年には温水プールが建設され、1976年6月5日に落成式が行われた。1981年にローダッハは州から保養地としての認可を、1999年に「薬湯」の承認を得た。
1989年、ついにドイツ内の国境が開放され、南テューリンゲンの隣町アーデルハウゼンへ通じる道も再び自由に通行できるようになった。1990年代にはクアパーク（1989年）、温泉の拡張（1996年）、温泉療養所（1997年）、高齢者センター（1998年）などがオープンした。1999年に、この町は「バート・ローダッハ」に改名した。

## 宗教

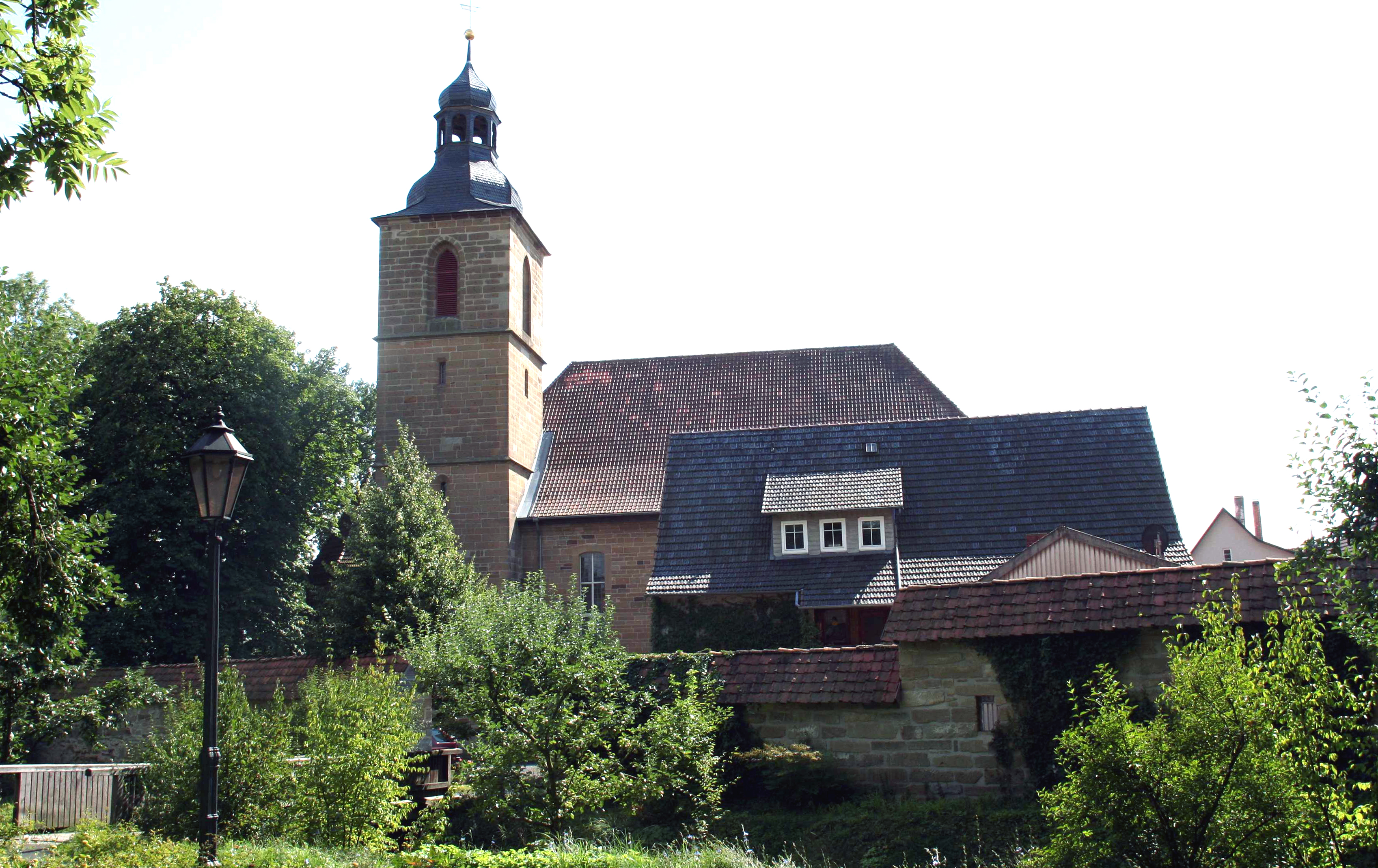
聖ヨハニス教会

ローダッハの市教会である聖ヨハニス教会は、1350年に教区教会となった教会で、宗教改革以降は福音派のルーテル教会となっている。このほかの市内のルーテル教会は、ブライテナウ地区、エルザ地区、ガウエルシュタット地区、グラットシュタット地区、ヒルトリッツ地区、オエティングスハウゼン地区、ロースフェルト地区にある。1957年以降は、ローマ・カトリック教会もあり、また今日では新使徒教会もある。

## 行政

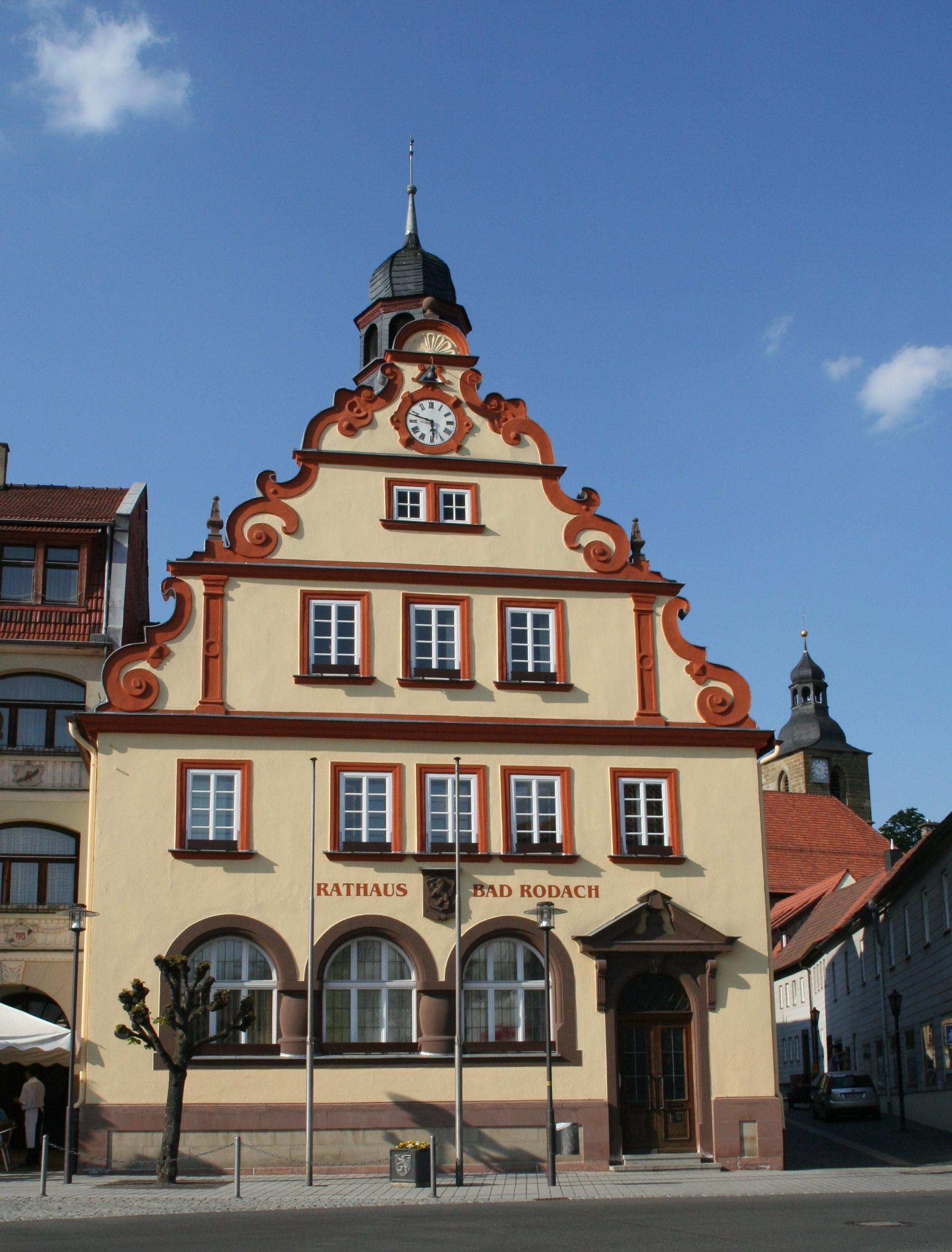
市庁舎

### 市議会
バート・ローダッハの市議会は20議席からなる。

### 紋章
図柄：金地に赤い爪を持った黒い獅子

## 文化と見所

### 劇場
ヴァルトビューネ・ヘルトリットは800席のひさしのある観客席を持つ。7月から8月にはハイマートフェラインス・ヘルトリットで子供芝居や喜劇が上演され、コーブルク夏のオペレッタとしてオペレッタの上演もある。

### プール
バート・ローダッハ・ヴァルトバート（森のプール）。温泉の近く、牧歌的なローダッハ森林公園の真ん中に自然に囲まれた屋外プール施設がある。

### 博物館
- 郷土博物館

### 音楽
ローダッハ・リュッケルト・サークルは定期的にコンサートや朗読会といったイベントを開催している。ジークフリート・イェルサレムやスザンネ・ケッセルといった芸術家も定期的なゲストとしてバート・ローダッハを訪れている。このサークルは、スタインウェイ社の一隅に置かれているため、多くの国際的に著名な芸術家がやって来る。

### 建造物

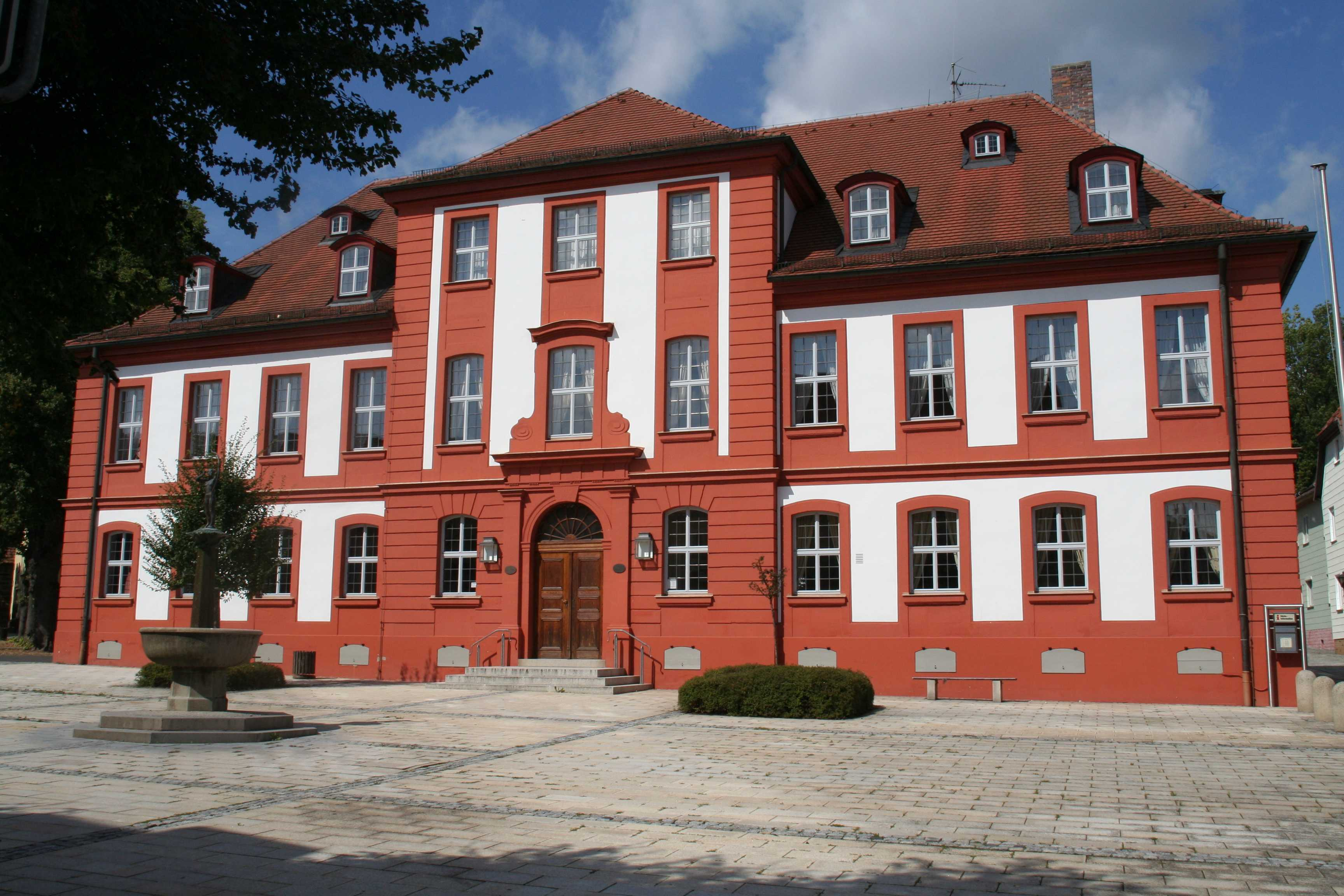
狩りの城

1748年に建造された、フランツ・ヨシアス公の狩りの城は、1982年以降、ホテル兼郷土博物館として使用されている。

### 公園
- 温水プール、温泉療養所、高齢者宿泊施設の間にあるクアパーク。1989年に作られた。
- かつての市壁に沿った外濠公園 (Park am Wallgraben)。古木の並木道がある。
- 市壁沿いのリュッケルトの小径。フリードリヒ・リュッケルトを称えて設けられた。市壁沿いの道で、この詩人の詩が刻まれたブロンズの碑が置かれている。

### 定期的な催し物
- 毎月第1木曜日は、マルクト広場からヘルブルガー通りに沿って大規模な雑貨市が開催される。
- 7月の第2日曜日には全国的に知られたロエスター＝ベルゼが行われる。名称はかつての精密陶器製作者マックス・ロエスターに由来する。このベルゼ（取引会）のテーマは、精密陶器である。
- 毎年、降臨節第2週にはクリスマス市が開催される。

## 経済と社会基盤
木材加工、プラスチック加工、玩具製造が伝統的な経済の重心である。現在では、観光も重要な経済部門となっている。

## 交通

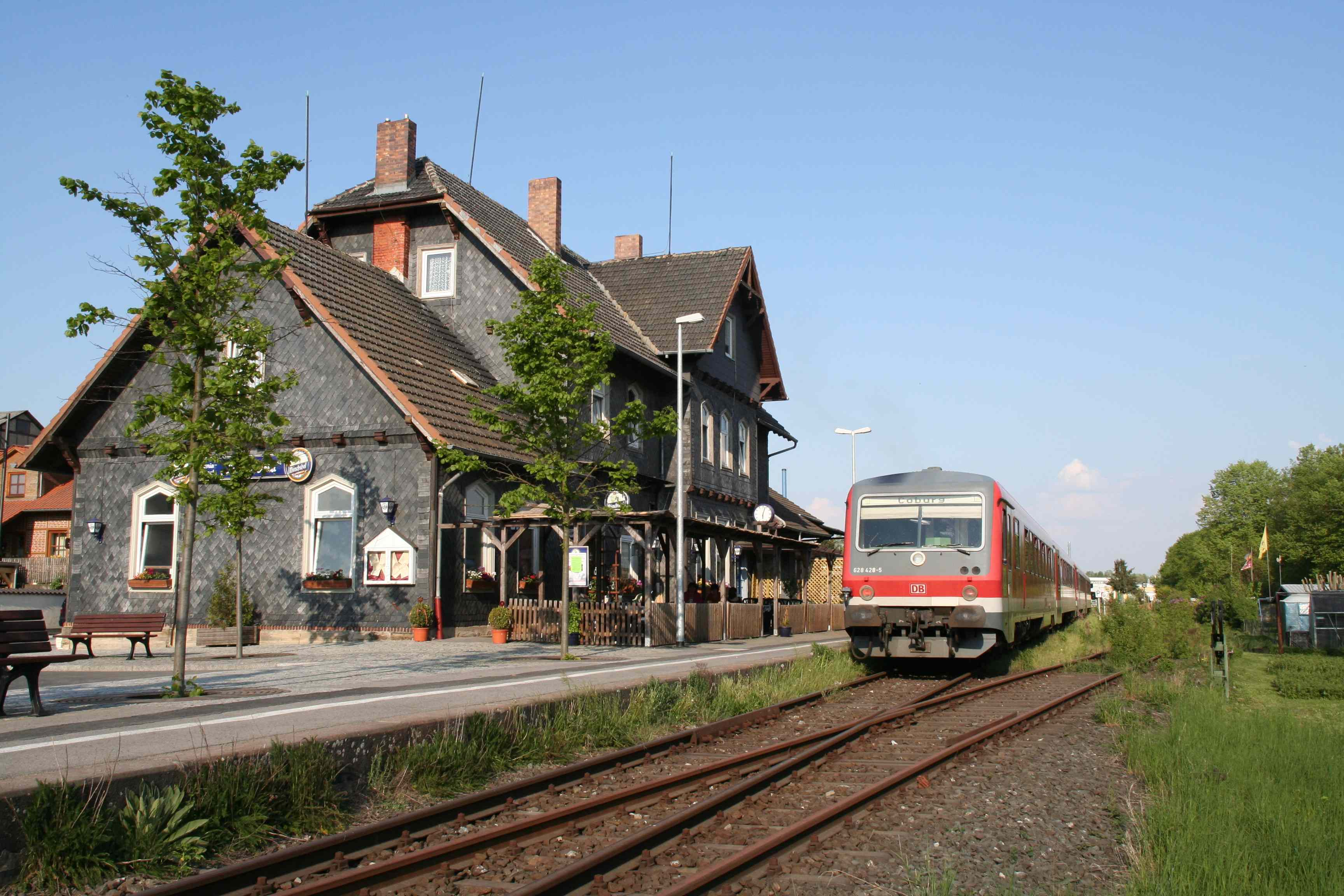
バート・ローダッハ駅

バイエルン州の州道2205がコーブルクからバート・ローダッハ、テューリンゲンとの州境まで伸びている。
バート・ローダッハとコーブルクの間の鉄道は1980年代に廃止が検討されたが、現在2時間間隔で運行している。このほかにコーブルクからバート・ローダッハを経由してヒルトブルクハウゼンに至るバス路線もある。

## 地元企業
- HABA(ハバ)：学校および子供用の家具や木製玩具製品
- ファレオ：空調システムの製造
- クリシュティアン・ホフマン有限会社：展覧会や公園での可動あるいは不動の模型作成

## 出身人物
- クリスティアン・フリードリヒ・ホルンシュック - 植物学者

## 引用
1. ↑  https://www.statistikdaten.bayern.de/genesis/online?operation=result&code=12411-003r&leerzeilen=false&language=de Genesis-Online-Datenbank des Bayerischen Landesamtes für Statistik Tabelle 12411-003r Fortschreibung des Bevölkerungsstandes: Gemeinden, Stichtag (Einwohnerzahlen auf Grundlage des Zensus 2011)
2. ↑  Bayerische Landesbibliothek Online